# Ян Дідденс
Ян Дідденс (нід. Jan Diddens; 14 вересня 1906, Мехелен, Бельгія — 21 липня 1972) — бельгійський футболіст, що грав на позиції нападника.
Виступав за клуб «Расинг» (Мехелен), а також національну збірну Бельгії.

## Клубна кар'єра
У дорослому футболі дебютував 1922 року виступами за команду клубу «Расинг» (Мехелен), кольори якої захищав протягом усієї своєї кар'єри гравця, що тривала тринадцять років. 

## Виступи за збірну
1926 року дебютував в офіційних матчах у складі національної збірної Бельгії. Протягом кар'єри у національній команді, яка тривала 5 років, провів у формі головної команди країни 23 матчі, забивши 2 голи.
У складі збірної був учасником  футбольного турніру на Олімпійських іграх 1928 року в Амстердамі, чемпіонату світу 1930 року в Уругваї.